# Jim O'Brien (entrenador de baloncesto)
James Francis Xavier "Jim" O'Brien (nacido el 11 de febrero de 1952 en Filadelfia, Pensilvania) es un entrenador de baloncesto estadounidense. Es yerno del también entrenador Jack Ramsay.

## Trayectoria deportiva

### Universidad
Tras haber sido jugador en la Universidad de Saint Joseph's, en 1974 comenzó su carrera como entrenador en la Wheeling Jesuit University. Durante 13 temporadas desempeño ese mismo puesto en diferentes universidades, como Dayton Flyers, a quienes llevó a la segunda ronda del Torneo de la NCAA. Fue también entrenador asistente en Maryland, Saint Joseph's y Oregon.

### NBA
Dio el salto a la NBA en la temporada 1987-88, como asistente de Rick Pitino en New York Knicks, con quien regresó a la NCAA durante tres temporadas en la Universidad de Kentucky, y que posteriormente volvió a contar con él cuando se hizo cargo del banquillo de los Boston Celtics en 1997. En la temporada 2000-01 sustituyó a Pitino como entrenador principal, en principio como interino, aunque acabaría firmando por tres temporadas más.
En la temporada 2004-05 se hizo cargo del banquillo de Philadelphia 76ers, siendo sustituido al final de la misma por Maurice Cheeks. Pocos días después se anunció su contratación por parte de Indiana Pacers, equipo al que dirigió durante dos temporadas.

#### Estadísticas como entrenador en la NBA
| Equipo | Año     | PJ  | G   | P   | %G–P | Resultado      | PJP | GP | PP | Resultado                          |
| ------ | ------- | --- | --- | --- | ---- | -------------- | --- | -- | -- | ---------------------------------- |
| BOS    | 2000–01 | 48  | 24  | 24  | .500 | 5º en Atlantic | —   | —  | —  | No juega Playoffs                  |
| BOS    | 2001–02 | 82  | 49  | 33  | .598 | 2º en Atlantic | 16  | 9  | 7  | Pierde en Final de Conferencia     |
| BOS    | 2002–03 | 82  | 44  | 38  | .537 | 3º en Atlantic | 10  | 4  | 6  | Pierde en Semifinal de conferencia |
| BOS    | 2003–04 | 46  | 22  | 24  | .478 | (cortado)      | —   | —  | —  | —                                  |
| PHI    | 2004–05 | 82  | 43  | 39  | .524 | 2º en Atlantic | 5   | 1  | 4  | Pierde en 1ª ronda                 |
| IND    | 2007–08 | 82  | 36  | 46  | .439 | 3º en Central  | —   | —  | —  | No juega playoffs                  |
| IND    | 2008–09 | 82  | 36  | 46  | .439 | 4º en Central  | —   | —  | —  | No juega playoffs                  |
| IND    | 2009–10 | 82  | 32  | 50  | .390 | 4º en Central  | —   | —  | —  | No juega playoffs                  |
| IND    | 2010–11 | 44  | 17  | 27  | .386 | Despedido      | —   | —  | —  | No juega playoffs                  |
| Total  |         | 630 | 303 | 327 | .481 |                | 31  | 14 | 17 |                                    |